# Sárgás habszegfű
A sárgás habszegfű (Silene flavescens) a szegfűfélék (Caryophyllaceae) családjába tartozó faj. Magyarországon ritkasága és veszélyeztetettsége folytán fokozottan védett.

## Elterjedése
Jellemzően a Balkán-félszigeten fordul elő, balkáni flóraelem. Magyarországon jelenleg csak a budapesti Gellért-hegy dolomitszikláin, sziklarepedéseiben ismert néhány példánya, de a 19. században állítólag romos budai házfalakon is megjelent. A Gellért-hegyi előforduláshoz legközelebb Herkulesfürdő környékén található meg.

## Leírása
Nem feltűnő, 15–25 cm magas, karcsú termetű évelő növény cérnavékony szárral, mely a tövénél elfásodik (félcserje). A lágy szár alsó részét a rövid pelyhek selymes tapintásúvá, felső részét a mirigyszőrök kissé ragadóssá teszik. A levelek közül a tőlevelek keskenyek, lándzsás lapát alakúak, levélrózsát alkotnak. A szárlevelek még a tőleveleknél is rövidebbek, szálas-lándzsás alakúak. Egy száron többnyire 1-2, ritkán 3 virág fejlődik, melyek a Gellért-hegyen júniusban, esetenként júliusban nyílnak. Virágainak hengeres alakú, legfeljebb 15 mm hosszú, ritkásan szőrös, zöldes erű csészéjét összeforrt csészelevelek alkotják. A sziromlevelek sárgás színűek, lemezük mintegy a feléig két hasábra tagolódik, az alsó része tagolatlan. A virágok rövid életűek, szürkületben és éjszaka nyílnak (napközben csak akkor, amikor borult az ég), valamint jellemzője az is, hogy a szirmok meleg időben perceken belül összepöndörödnek. A termőkből közel 8 mm hosszú toktermések fejlődnek.
A többi magyarországi habszegfűfajtól könnyen megkülönböztethető, hiszen kisebb termetű azoknál, virágszirmainak színe pedig sárgás, szemben a többi faj fehér, rózsaszín vagy zöldes sziromszíneivel.

## Élőhelye
Hegyvidéki területeken sziklagyepekben, ezen belül pedig mészkő- és dolomitsziklagyepekben él, mivel mészkedvelő növényfaj.